# Çandarli Kara Halil Hayreddin Paixà
Çandarli Kara Halil Hayreddin Paixà   (Imperi Otomà, valor desconegut - Serres, 22 de gener de 1387) va ser el primer Gran Visir del regnat de Murad I. També va ser tècnicament el primer a la història de l'Otomà que va tenir el títol de "Gran Visir" (tot i que diversos abans d'ell van ocupar càrrecs equivalents però amb noms diferents), el primer que va tenir una formació militar (els seus predecessors sota Orhan provenia de la classe dels homes erudits, els "ilmiye"), i el primer membre de la il·lustre família Çandarlı a ocupar un alt càrrec. La seva família havia de marcar l'ascens de l'Imperi Otomà entre 1360 i 1450. Va ser un comandant d'èxit, sent el precedent durant segles de presència otomana a Albània després de la seva victòria a la batalla de Savra.
Va ascendir al rang de gran visir des del càrrec de jutge militar en cap (kazasker) el setembre de 1364 i va ocupar aquest primer seient després del soldà fins a la seva mort el 22 de gener de 1387. Va morir el 22 de gener de 1387. Serrai durant la campanya otomana a Macedònia. Com a tal, es va convertir en el gran visir que va tenir el mandat més llarg d'administració, un rècord que mantindria fins a l'abolició del càrrec 535 anys després de la seva mort el 1922. També va destacar per ser l'iniciador del "devşirme" sistema de reclutament a l'Imperi Otomà. Çandarlı Kara Halil Pasha no s'ha de confondre amb el seu net, Çandarlı Halil Pasha el Jove, gran visir sota el regnat de Murad II i durant els primers anys del de Mehmed II.
Çandarlı Kara Halil Pasha va donar la idea per a la formació de cossos d'elit de soldats. Més tard van ser reclutats a través del Devshirme, també conegut com a impost de sang o tribut en sang. D'aquesta manera, es van formar les unitats d'elit d'infanteria Janissari.
Va participar en la conquesta de les províncies romanes d'Orient a Tràcia, Macedònia i Tessàlia i va arribar fins a Albània el 1385. Va morir a Serres el 1387. Fou el primer personatge de la família Çandarli.

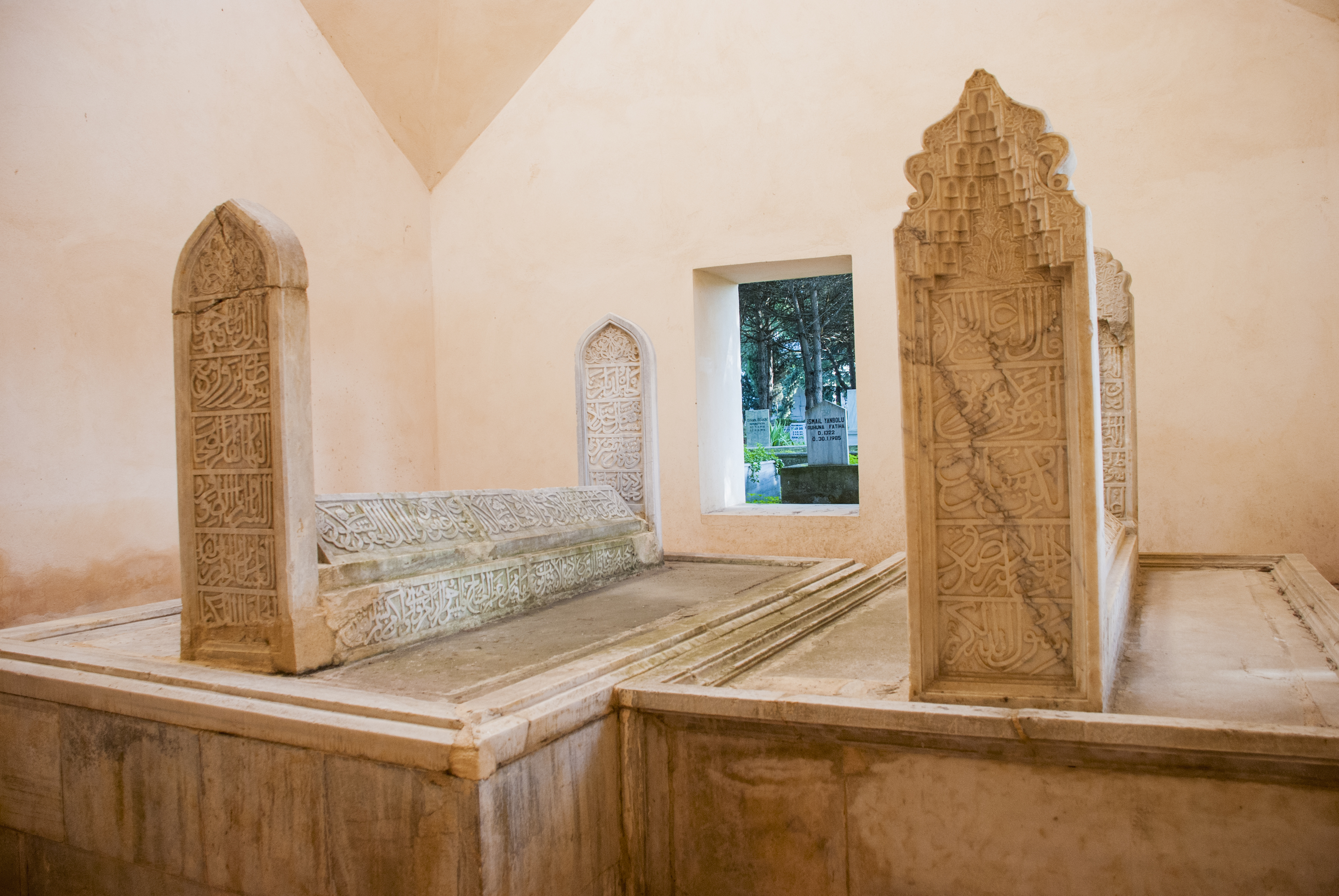
Tombes de Çandarlı Ali (esquerra) i Çandarlı Halil Pasha (dreta), Iznik, Bursa.